# کلتیس توت کیست؟
کلتیس توت کیست؟ (به انگلیسی: Who Is Cletis Tout?) فیلمی محصول سال ۲۰۰۲ و به کارگردانی کریس ور ویل است. در این فیلم بازیگرانی همچون کریستین اسلیتر، ریچارد درایفس، تیم آلن، پورشا دی راسی، روپال، بیلی کانلی، پیتر مک‌نیل و شان دویل ایفای نقش کرده‌اند.